# أكل المشيمة البشرية

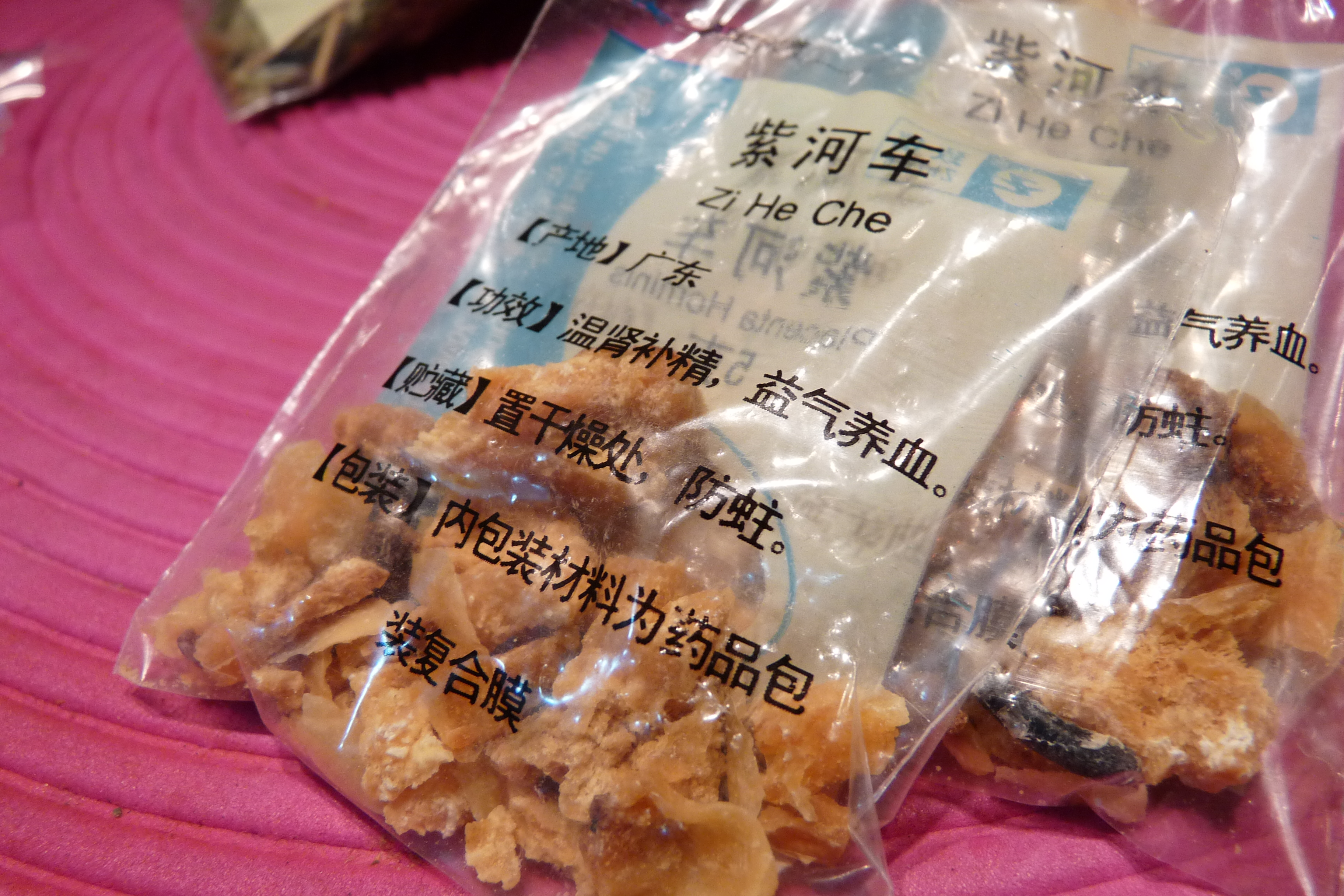

يُعرّف أكل المشيمة البشرية، أو تناول المشيمة البشرية أو استهلاك المشيمة، بأنه «التهام المشيمة البشرية بعد الولادة، في أي وقت، ومن قبل أي شخص، سواء كانت نيئة أو معدَّلة (مطهية أو مجففة أو مغمورة في السوائل)». سُجل العديد من الوقائع التاريخية حول العالم عن أكل المشيمة، ولكن ممارسة التغذي على المشيمة في العالم الحديث نادرة؛ إذ إن المجتمعات المعاصرة لا تحبذها. تنامى الاعتقاد أن استهلاك المشيمة له فوائد صحية منذ سبعينيات القرن الماضي، خاصة بين القابلات والمدافعين عن الطب البديل في الولايات المتحدة والمكسيك.
يشهد تناول المشيمة البشرية بعثًا صغيرًا في الثقافات الغربية، ويعين بعض المشاهير مثل جانيوري جونز على ذلك. يُستعان بأكل المشيمة البشرية بعد الولادة في علاج اكتئاب ما بعد الولادة والإرهاق، بين فوائد صحية أخرى عديدة، نظرًا لمحتواها الغذائي الغني بالبروتين والحديد والمغذيات الأخرى. لكن البحث العلمي ليس حاسمًا بشأن تناول المشيمة كعلاج لاكتئاب ما بعد الولادة أو مساهمة هذه الممارسة في أي فوائد صحية أخرى. وما زالت أخطار تناولها غير واضحة.
يمكن تقسيم تناول المشيمة البشرية إلى فئتين: التناول الأمومي للمشيمة والتناول غير الأمومي للمشيمة.

## التناول الأمومي للمشيمة
التناول الأمومي للمشيمة هو «تناول الأم لمشيمتها الخاصة بعد الوضع، في أي شكل، وفي أي وقت». تتناول أغلب الأمهات من 4000 نوع من الحيوانات ذات المشيمة، خاصة العواشب، مشيمتها بانتظام؛ ويُعتقد أن تناول المشيمة فعل غريزي يهدف إلى منع المفترسين من اقتفاء أثر الولادة. البشر وزعنفيات الأقدام والحيتان والجمل من الاستثناءات لهذه الممارسة.

### التناول بعد الولادة مباشرة
توثق بعض القابلات أن تناول جزء صغير من المشيمة النيئة ممزوج بالعسل يساعد في شفاء نزيف النفاس، مع توثيق نجاحه في حالات لم ينجح فيها العلاج التقليدي بالبيتوسين.

### التناول في فترة النفاس (ما بعد الوضع)
يشمل تحضير المشيمة لتناولها العديد من الوصفات، منها تحضيرها للباتيه، أو تغليفها وتعبئتها للتجميد أو للطهي أو للتجفيف، أو تفتيتها في صورة أقراص. تثار الأسئلة بشأن تأثير عملية التجفيف على القيمة الغذائية للمشيمة وعلى محتواها من البروتينات والهرمونات. سُجلت حالة لطفل حديث الولادة أُصيب بإنتان الدم بعد تناول والدته لأقراص ملوثة، ما دفع مركز التحكم في الأمراض إلى التحذير بشأن هذه الممارسة. تخطط بعض الأمهات للاحتفاظ بالمشيمة بعد الولادة، وعليهن في هذه الحالة التفاهم مع سياسات المستشفى بشأن السماح بذلك من عدمه.

## التناول غير الأمومي للمشيمة
يُعرَّف التناول غير الأمومي للمشيمة بأنه «تناول أي شخص آخر غير الأم للمشيمة، في أي وقت». تُنسب تلك الحالات للتالي: التحول إلى اللاحمية بعد الولادة أو الجوع العام أو الجوع في حالة معينة. تتناول الأم المشيمة بعد الوضع في أغلب الوحشيات الحقيقية، لكن ينتشر تناول شخص آخر غير الأم للمشيمة عند البشر تاريخيًا في ظروف خاصة.

## الوقائع التاريخية لتناول المشيمة
في عدد بوليتين لعام 1979 الصادر عن أكاديمية نيويورك للطب، يقيّم مقال وليام أوبر «خواطر حول تناول المشيمة» احتمالية اشتراك بعض الثقافات العتيقة في ممارستي التضحية البشرية وتناول المشيمة، مثل المصريين وثقافة دير تاسا وحضارة البداري وثقافة الجيرزة.
ربما كان هناك وقائع لتناول المشيمة أثناء حصار القدس (587 قبل الميلاد) بسبب المجاعات الشديدة التي حلت بسكان يهودا، طبقًا للباحث جاك ميلز وكتابه الحائز على جائزة بوليتزر «سيرة ذاتية للإله». يجادل ميلز بأن لعنة سفر التثنية 28:56-57، المكتوبة في صيغة نبوءة، شديدة الوضوح لئلا يراها مؤلف الآيات بشكل شخصي.
هناك إشارات عديدة لأكل المثيل في البرازيل البدائية بين قبائل توبينامبا. سُجلت تلك الممارسة بين السكان الأصليين لسيرجيبي في البرازيل: «إنهم يأكلون لحوم البشر عند حصولهم عليها، وإذا اجهضت امرأة يلتهمون ناتج الإجهاض في الحال. وإذا أنهت الحمل، تقطع الحبل السري، وتغليه مع المشيمة، وتأكلهما معًا».

### الطب التقليدي
استُخدمت المشيمة البشرية قديمًا في الطب الصيني، لكن العلاج لم يكن موجهًا للأم. تنص خلاصة المواد الطبية، وهي نص طبي صيني من القرن السادس عشر، في مقطع عن الاستخدامات الطبية للمشيمة: «عندما تلد امرأة في ليوكيو، تؤكل المشيمة»، وفي باغو، «تُحضر المشيمة بطريقة خاصة وتأكلها الأم وعائلتها وأقربائها». في دستور الأدوية العظيم لعام 1596، وهو من النصوص الطبية الصينية الكبيرة أيضًا، يوصى بتناول نسيج المشيمة مخلوطًا مع حليب البشر للتغلب على تأثيرات إرهاق تشاي. تشمل أعراض هذا الإرهاق «فقر الدم، وضعف الأطراف، وبرودة الأعضاء الجنسية، مصحوبًا بقذف غير إرادي للسائل المنوي». تُجفف المشيمة وتطحن وتوضع في أكواب من الحليب لصنع إكسير المصير. يوضع الإكسير في الشمس للتدفئة، ويُتناول للعلاج. من غير المعروف كيف كان هذا العلاج في الماضي، وكم يبعد عنا زمنيًا.
تعرّف أوبر على العديد من الثقافات الممارسة لتناول المشيمة لأغراض طبية، وإحدى الأغراض كانت لنكهتها.
جفف الأمريكيون الأرواكانيون الأصليون في الأرجنتين الحبل السري للطفل وكانوا يعطون الطفل بعضًا من خلاصته عند المرض.
في جامايكا، وُضعت بعض أجزاء أغشية المشيمة في شاي الرضيع لمنع التشنجات التي تسببها الأشباح.

### المعتقدات الثقافية الروحية
تُبنى المعتقدات الكامنة خلف تناول المشيمة، سواء جزء منها أو كلها، على معرفة عملها الواسع ووظيفتها في الرحم، من ناحية حمايتها للطفل وتوفيرها للوظائف الحيوية الحرجة قبل الولادة. يُنظر للمشيمة على أنها «شجرة الحياة»، و«التوءم» الوراثي للجنين، وملاك، وربما تعكس أسباب تناول المشيمة معتقدات روحية بالإضافة للأسباب البرجماتية المذكورة آنفًا. تحتفي بعض الممارسات التقليدية الأخرى بالمشيمة مثل دفنها، ولا تشمل تناولها، مثلما يحدث في المملكة العربية السعودية. تعكس تلك التقاليد ممارسات الولادة البشرية، عندما يستمر الحبل السري في النبض دون قطعه لتجنب فقدان الدم أو العدوى، وربما تشمل ممارسات الاحتفاظ بالاتصال المشيمي بعد الولادة وتربية الرضيع.

## تناول المشيمة حديثًا
يندر تناول المشيمة في العصر الحديث؛ لعدم تشجيع المجتمعات المعاصرة على هذه الممارسة. لم يلق تناول المشيمة كثيرًا من الاهتمام في الثقافة الشعبية حتى 2012، لكنه نال هذا الاهتمام بعد إعلان الممثلة الأمريكية جانيوري جونز تناولها مشيمتها الخاصة لتساعدها على التعافي أثناء الإعداد لـ «رجال ماد» بعد ستة أسابيع.
تشير القابلة روبين ليم، التي اختارتها قناة سي إن إن لتكون بطلة عام 2011، إلى الاستخدام الطبي لأجزاء صغيرة من المشيمة المخلوطة بالعسل لعلاج نزيف النفاس. يبدو أن هذه الطريقة عملت بنجاح حتى بعد العلاج المتعارف عليه بالأعشاب أو البيتوسين لإيقاف النزيف مؤقتًا.
سُجلت حالات أخرى لتناول المشيمة بين ثقافات حديثة. في ستينيات القرن الماضي، تناول ممرضو فيتنام وممرضاتها وقابلات من خلفيات صينية وتايلاندية مشيمات مريضاتهم السليمات لأسباب غير معروفة، كما يشير المسؤول الطبي التشيكوسلوفاكي في مستشفى الصداقة التشيكوسلوفاكية الفيتنامية في ها فونغ. تُخلى المشيمة من أغشيتها وتقلى مع البصل قبل الأكل.
استطلعت دراسة عديدة الثقافات والمجموعات الإثنية 179 مجتمعًا بشريًا معاصرًا، أجراها باحثون من جامعة نيفادا، لاس فيغاس. ذكرت الدراسة أن هناك ثقافة واحدة فقط (مكسيكية أمريكية) اعترفت بممارسة التناول الأمومي للمشيمة.